# The Highest
「The Highest」（ザ・ハイエスト）は、2024年9月25日にavex traxから発売されたWayV（威神V）の日本での1枚目のミニ・アルバム。

## 概要
- NCTの派生ユニット「WayV」の日本デビューアルバム。
- 日本オリジナル曲としては2023年5月にリリースされたデジタルシングル「Welcome To My Paradise」以来、約1年4か月ぶりの新譜である。
- リード曲「Go Higher」を含む、全6曲が収録されている。
- 2024年8月8日、全曲の音源が先行リリースされた[5]。
- 10月3日、オリコン週間アルバムランキングおよびオリコン週間合算アルバムランキングで1位を記録した[6]。

## リリース
| リリース日    | レーベル  | 規格 | 仕様           | 規格品番                        |
| ------------- | --------- | ---- | -------------- | ------------------------------- |
| 2024年9月25日 | avex trax | CD   | 初回生産限定盤 | AVCK-43408 （DUEL Ver.）        |
| 2024年9月25日 | avex trax | CD   | 初回生産限定盤 | AVCK-43409 （PARTY Ver.）       |
| 2024年9月25日 | avex trax | CD   | 初回生産限定盤 | AVCK-43410/14 （メンバー別5種） |
| 2024年9月25日 | avex trax | CD   | 初回生産限定盤 | AVCK-43415 （RANDOM Ver.）      |
| 2024年9月25日 | avex trax | CD   | 通常盤         | AVCK-43416                      |

## 収録曲
1. Go Higher [3:18] 
  - 作詞 ：Mahiro
  - 作曲 ：KENZIE、Keynon “KC” Moore、Jonatan Gusmark、Ludvig Evers
  - 編曲 ：Moonshine

重みのあるドラムビートとキャッチーな繰り返されるメロディの対比が印象的なウエスト・コースト・ヒップホップジャンルの楽曲[5]。
歌詞には「WayVらしいカラーで世の中を新しく染め、さらに高く上がる」という抱負が込められている[5]。
2. Tempo [3:09]
  - 作詞 ：MEG.ME
  - 作曲 ：Jakob Mihoubi、Rudi Daouk、CX Lucas
  - 編曲 ：CX Lucas

どんなことでも堂々と立ち向かうという内容の歌詞と強烈な曲の雰囲気が調和した楽曲[5]。
3. Deep Ocean [3:02]
  - 作詞 ：Ayana Hibi
  - 作曲 ：Blackdoe、HYUN
  - 編曲 ：BlackDoe

孤独な感情を1人で深い海の中を漂流することにたとえた感性的な楽曲[5]。
4. What A Good Time [3:13]
  - 作詞 ：Yui Kimura
  - 作曲 ：Andreas Oberg、Ninos Hanna、Ludwig Lindell
  - 編曲 ：Ludwig Lindell

お互いに違うところはあるが、一緒にいると幸せで楽しいメンバーたちの友情を歌った楽曲[5]。
5. Images [3:36]
  - 作詞 ：Akta
  - 作曲 ：Timothy 'Bos' Bullock、Leven Kali、Sol Was、Tay Jasper、Adrian Mckinnon
  - 編曲 ：Timothy 'Bos' Bullock、Leven Kali、Sol Was、Tay Jasper、Adrian Mckinnon

相手をもっと深く知りたい気持ちを月を通じて表現した[5]。
6. Bandage [3:23]
  - 作詞 ：Yui Kimura
  - 作曲 ：차메인 (ChaMane)、INFX
  - 編曲 ：차메인 (ChaMane)、INFX

いつも相手のそばにいるというメッセージを伝える爽やかなバンドサウンドの楽曲[5]。